# 南京市南湖第一中学
南京市南湖第一中学又称南湖一中。是南京市的一所普通中学。是南湖小区建成的两所配套中学的一所，另一所为南京市南湖第二中学。
- 1985年建校
- 2004年进行了初中与高中分离